# Park Hwan-hee
Park Hwan-hee (Hangul: 박환희, Hanja: 朴焕熙, Hán-Việt: Phác Hoán Hy; sinh ngày 13 tháng 10 năm 1990) là một nữ diễn viên và người mẫu người Hàn Quốc trực thuộc công ty giải trí Image9coms. Cô bắt đầu được biết đến khi tham gia bộ phim truyền hình ăn khách Hậu duệ mặt trời năm 2016.

## Đời tư
Park Hwan-hee kết hôn với rapper Bill Stax vào ngày 30 tháng 7 năm 2011 và ly hôn 15 tháng sau đó. Họ có với nhau bé trai tên là Shin Seop.

## Danh sách phim

### Phim truyền hình
| Năm  | Tựa đề                         | Kênh | Vai                | Ghi chú           | Ng.    |
| ---- | ------------------------------ | ---- | ------------------ | ----------------- | ------ |
| 2015 | Học đường 2015                 | KBS  | Kim Kyung-jin      | Khách mời (tập 1) | [ 3 ]  |
| 2016 | Hậu duệ mặt trời               | KBS2 | Choi Min-ji        | Vai phụ           | [ 4 ]  |
| 2016 | Yêu không kiểm soát            | KBS2 | Ko Na-ri lúc nhỏ   | Khách mời (tập 2) | [ 5 ]  |
| 2016 | Bộ đôi đài truyền hình         | SBS  | Keum Soo-jung      | Vai phụ           | [ 6 ]  |
| 2017 | Khi nhà vua yêu                | MBC  | Wang Dan           | Vai phụ           | [ 7 ]  |
| 2018 | Anh cũng là con người?         | KBS2 | Seo Ye-na          | Vai phụ           | [ 8 ]  |
| 2021 | Bí ẩn núi Jiri                 | tvN  | Hee-won            | Khách mời         | [ 9 ]  |
| 2023 | Trả đũa: Tiền bạc và quyền lực | SBS  | Eun Ji-hee lúc trẻ | Vai phụ           | [ 10 ] |
| 2023 | Con số bí mật                  | MBC  | Son Hye-won        | Vai phụ           | [ 11 ] |
| 2023 | Đại chiến mai mối              | KBS2 | Yeoju-daek         | Vai phụ           | [ 12 ] |

### Music video
| Năm  | Bài hát                                  | Ca sĩ                      | Thời lượng | Ng.    |
| ---- | ---------------------------------------- | -------------------------- | ---------- | ------ |
| 2019 | Don't say goodbye (헤어지지말아요, 우리) | Rocoberry và Doyoung (NCT) | 04:15      | [ 13 ] |